# Orihivșciîna, Horol
Orihivșciîna (în ucraineană Оріхівщина) este un sat în comuna Novaciîha din raionul Horol, regiunea Poltava, Ucraina.

## Demografie
Componența lingvistică a localității Orihivșciîna
     Ucraineană (100%)
Conform recensământului din 2001, toată populația localității Orihivșciîna era vorbitoare de ucraineană (100%).